# HMS Decoy (H75)
HMS «Дікой» (H75) (англ. HMS Decoy (H75) — військовий корабель, ескадрений міноносець типу «D» Королівських військово-морських флотів Великої Британії та Канади за часів Другої світової війни.

## Історія створення
«Дікой» був закладений 25 червня 1931 року на верфі компанії John I. Thornycroft & Company, в місті Саутгемптон. 4 квітня 1933 року увійшов до складу Королівських ВМС Великої Британії.